# 伴百悦
伴 百悦（ばん ひゃくえつ、文政10年（1827年） - 明治3年6月22日（1870年7月20日））は幕末の会津藩士。

## 経歴
会津藩上級藩士伴佐太郎宗忠（500石）の長男として郭内本四ノ丁三日町口郭門西で生まれる。伴家は代々藩の鷹番頭であった。
戊辰戦争で、萱野右兵衛隊組頭として越後口で奮戦、のち朱雀隊（18-35歳まで）寄合二番隊中隊頭を務める。長岡城陥落後会津に戻り、篭城戦で活躍。国内史上最大の内戦となった同戦争では東軍死者は4,680人、うち会津の死者は2,557人（女194人）に上った。

### 曲折の埋葬作業
明治元年（1868年）9月22日の開城後、10月1日に民政局が設置される。2000余の会津藩士の遺体は賊軍という汚名のもと埋葬することも許されず、腐乱するがままになったと巷間言われているが、同月4日には郭外に放置されている遺体を城中の分から始め、阿弥陀寺（七日町）と長命寺（西名子屋町）に埋葬するよう命じた「遺体埋葬令」が出された（会津若松史6巻）ものの、降雪と12月までに頻発した一揆のため作業が中断されたとするのが実情で、この間「『彼我』の戦死者一切に対して決して何等の処置をも為すべからず、もしそれを敢て為す者あれば厳罰す」との会津若松での明治新政府通達が出され、会津側だけでなく、新政府側兵士の遺体も野ざらしにされたという。
当時若松取締の 町野主水らが新政府軍務局長で岡山藩の三宮耕庵に働き掛け、罪人塚から寺院に埋葬が変わったとはいえ、その作業は被差別部落の人々により行われ、「屍を投げ入れること岩石を扱う如し」であったという。いたたまれぬ藩士たちは作業を丁重にしてくれるよう賎民に頼むも金を要求され、工面できたが身分の違う賎民との接触は適わなかった。そこで「白羽の矢」が立ったのが伴であった。伴は鷹蕃頭として鷹の餌の鳥獣を買い入れるために例外的に賎民と接触が認められていたのである。『君候の馬前で命を捨てるのも、彼らの中に入籍して斬られるのも精神において変わりのないはず、殉難者のお骨は伴に拾わせて頂きたい』－伴は敢て身分を落とし直接作業に当ったのである。町野は話の通じる三宮を訪ね、事情を明かし頼み込み、その計らいで伴は「埋葬方」に任じられた。こうして阿弥陀寺1281、長命寺145など16ヶ所に総数1634
の遺体が、2ヶ月にわたり埋葬されたという。

### 束松事件
満足して滝沢村に帰ってきた伴らであったが、待っていたのは民生局監察方兼断獄久保村文四郎の嫌がらせであった。埋葬地につけた墓標等を撤去せよとの厳命がきたのである。当時全国的に横行していたニセ金ニセ札つくりは会津でも例外ではなく、容疑者を捕らえると久保村はろくに調べもせず斬首する圧政者として若松城下では誰知らぬ者はなかった。
その久保村は、明治2年民生局の廃止で職を免ぜられ、7月に故郷越前に帰藩することになる。久保村出発の日を探り出した
伴は高津仲三郎（思案橋事件で刑死）ら同志とともに束松峠（会津坂下町）で待ち伏せして斬殺、越後方面に逃亡、大安寺村（現・新潟県新津市）の坂口津右衛門のもとに身を寄せた。翌3年6月22日、伴の潜伏する大安寺村の慶雲庵に村松藩の捕吏が殺到、伴は捕吏の一人を板戸越しに刺した後相手方の怯んだ隙に自刃して果てたという。

### 墓地
伴の遺体は村人の手により慶雲庵に埋葬され自然石の墓標が建てられたが、その後慶雲庵もなくなり荒れるにまかされていた墓地は昭和41年（1966年）3月、越後交通社長柏村毅（会津会会長）の手によって整備改修され、墓碑も設けられた。同62年（1987年）4月、元国鉄会津線管理所長伴亨一郎は、当初の墓碑が腐朽したため仙台石に墓誌を刻み建立した。平成11年（1999年）10月、茶道表千家流教授伴京悦（悦子）と、弟で国鉄塩釜駅長伴和郎が祖霊追善供養のため慶雲庵より百悦の遺骨を分骨、会津若松市大窪山麓に佇む祥雲山善龍寺に墓碑とともに墓石を建立。法名修功院殿百法勇悦居士。釈迦と渾名された剣の達人であった。

## 註
1. ↑  明治史要
2. ↑  東日本部落解放研究所「東日本の部落史 第2巻」130p.